# Pete Rock & CL Smooth
Pete Rock & CL Smooth zijn een hiphop-duo uit New York (Mount Vernon). Ze releasten in 1991 hun eerste EP All Souled Out en in 1992 kwam hun LP Mekka and the soul Brother uit. Hierop stond hun bekendste hit They Reminisce Over You (T.R.O.Y.). 
Pete Rock (Peter Phillips) is producer en dj en staat bekend om zijn gebruik van jazzy samples. Het duo wordt dan ook  onder het subgenre jazzrap binnen de hiphop gezet. Ze worden vergeleken met artiesten zoals Guru, Souls of Mischief, The Pharcyde en Rakim. CL Smooth (Corey Penn) is rapper die destijds veel aanzien kreeg omwille van zijn kwalitatieve, lyrische teksten. In 1995 splitste het duo en ze gingen elk hun eigen weg. Ze bleven echter nog jarenlang actief muziek maken.

## Discografie

### Albums
- Mecca and the soul Brothers [Elektra] (1991)
- The Main Ingredient [Elektra] (1994)

### Singles
- All Souled Out (1991)
- They Reminisce Over You (T.R.O.Y.) (1992)
- Straighten it out (1992)
- I Got a Love (1994)
- Take You There (1994)
- Searching (1995)